# 大間町立大間小学校
大間町立大間小学校（おおまちょうりつ おおましょうがっこう）は、青森県下北郡大間町大字大間にある公立小学校。

## 概要
- 本校は、大間町中心部にあり、奥戸小学校の学区（奥戸地区・材木地区）を除く町内全域を学区としている。
- 下北郡・むつ市地区では、最も古い小学校である（数日から十日の違いで、川内小学校、田名部小学校、大畑小学校が続く）。
- なお、本校は、本州にある学校としては、最北の学校となる（大間中学校より1.07秒、大間高校より1.65秒、北に位置する）。

## 沿革
- 1873年（明治6年）7月1日　- 第七大学区第一六区六番小学として開校。
- 1874年（明治7年） - 大間小学に改称。
- 1885年（明治18年）2月20日 - 校舎全焼。
- 1886年（明治19年）5月10日 - 大間尋常小学校に改称。
- 1887年（明治20年）9月 - 校舎新築移転。
- 1897年（明治30年）8月 - 校舎新築移転。
- 1898年（明治31年）6月18日 - 高等科を併置し、大間尋常高等小学校に改称。
- 1906年（明治39年）12月6日 - 水産補習科併設。
- 1908年（明治41年）1月5日 - 大間字狼丁37番地に新校舎落成。
- 1935年（昭和10年）4月1日 - 水産補習学校が公立大間青年学校になる。
- 1939年（昭和14年）9月 - 校旗樹立。
- 1941年（昭和16年）4月1日 - 国民学校令により、大間国民学校に改称。
- 1947年（昭和22年）4月1日 - 学校教育法（旧法）施行により、大間町立大間小学校に改称。同日から大間中学校を併置し、高等科生を中学校に移籍。
- 1948年（昭和23年）
  - 3月31日 - 大間青年学校閉校。
  - 4月 - 中学校独立校舎が完成し、移転。
- 1967年（昭和42年）4月 - 新校舎完成。
- 1973年（昭和48年）11月1日 - 創立100周年記念式典挙行。
- 1975年（昭和50年）3月12日 - 体育館竣工。
- 2009年（平成21年）1月 - 新校舎落成[1]。創立135年記念式典[2]。
- 2010年（平成22年） - 体育館落成[1]。

## 学区
- 奥戸地区と材木地区を除く大間町全域。

## 周辺
- 青い森信用金庫大間支店
- 下北交通大間車庫
- 国道279号はまなすライン

## アクセス
- 下北交通大間線「大間車庫前」バス停から、約400m・徒歩約8分。
- 大間町役場から、徒歩で約600m・約10分、車で約800m・約2分（直線距離だと近いが、道路の関係で遠回りとなる）。
- 大間港フェリーターミナルから、約925m・徒歩で約17分、車で約3分。

## 参考資料
- 『大間町史』（大間町・1997年3月31日発行）917頁～960頁「大間町年表」
- 『青森県教育史』（青森県教育委員会・1973年12月20日）別巻「学校沿革 小学校 大間小学校」